# بني الشعري (المخادر)

تعديل مصدري - تعديل

بني الشعري محلة تابعة لقرية صاران، التابعة لعزلة الصفي بمديرية المخادر إحدى مديريات محافظة إب في الجمهورية اليمنية، بلغ تعداد سكانها 181 حسب تعداد اليمن لعام 2004.